# Ньюкасл (Юта)
Ньюкасл (англ. Newcastle) — переписна місцевість (CDP) в США, в окрузі Айрон штату Юта. Населення — 330 осіб (2020).

## Географія
Ньюкасл розташований за координатами 37°39′46″ пн. ш. 113°33′52″ зх. д. / 37.66278° пн. ш. 113.56444° зх. д. (37.662854, -113.564366).  За даними Бюро перепису населення США в 2010 році переписна місцевість мала площу 10,30 км², уся площа — суходіл.

## Демографія
Згідно з переписом 2010 року, у переписній місцевості мешкало 247 осіб у 74 домогосподарствах у складі 62 родин. Густота населення становила 24 особи/км².  Було 92 помешкання (9/км²).
Расовий склад населення:
| - 88,7 % — білих - 0,4 % — корінних американців - 10,9 % — осіб інших рас |

До двох чи більше рас належало 0,0 %. Частка іспаномовних становила 19,0 % від усіх жителів.
За віковим діапазоном населення розподілялося таким чином: 38,1 % — особи молодші 18 років, 55,0 % — особи у віці 18—64 років, 6,9 % — особи у віці 65 років та старші. Медіана віку мешканця становила 29,1 року. На 100 осіб жіночої статі у переписній місцевості припадало 109,3 чоловіків;  на 100 жінок у віці від 18 років та старших — 106,8 чоловіків також старших 18 років.
Середній дохід на одне домашнє господарство  становив 67 272 долари США (медіана — 65 324), а середній дохід на одну сім'ю — 67 272 долари (медіана — 65 324). За межею бідності перебувало 3,3 % осіб, у тому числі 0,0 % дітей у віці до 18 років та 0,0 % осіб у віці 65 років та старших.
Цивільне працевлаштоване населення становило 170 осіб. Основні галузі зайнятості: освіта, охорона здоров'я та соціальна допомога — 41,8 %, мистецтво, розваги та відпочинок — 17,6 %, сільське господарство, лісництво, риболовля — 14,7 %, транспорт — 12,9 %.